# Vampyr
Vampyr o Vampyr - Der Traum des Allan Grey (La bruja vampiro) es una película francoalemana de 1932 dirigida por Carl Theodor Dreyer. Escrita por Dreyer y Christen Jul, se trata de una adaptación libre de Carmilla y La Habitación del Dragón Volador, relatos cortos del libro In a Glass Darkly de Sheridan Le Fanu.
Rodada inicialmente como una película muda, se le añadieron posteriormente los escasos diálogos que contiene, tanto en alemán como en francés y en inglés.
Dreyer adoptó para su realización la fórmula empleada por el estudio Universal en sus películas de horror, intentando así evitar mostrar explícitamente cualquier elemento específicamente terrorífico. Pero debido a que su trama acaba resultando muy endeble, la película resultó ser un fracaso de taquilla, lo que mantuvo alejado de la dirección a Dreyer durante una década.

## Sinopsis
Entre un aura de cuento de terror, preñada de elementos sobrenaturales, se desarrolla la historia de Allan Gray, un joven absorto en el estudio de la demonología y las tradiciones vampíricas. Su interés por las ideas extravagantes de siglos pasados le convirtió en un soñador y en un fantaseador, perdido en la frontera entre lo real y lo sobrenatural. Un día, deambulando sin rumbo a altas horas de la noche, llega a una posada aislada cerca de un río, en la aldea de Courtempierre. Poco a poco va descubriendo que en el pueblo se producen extraños sucesos: asesinatos, enfermedades repentinas e inexplicables... amén de la presencia de extrañas criaturas. Allan es requerido para ayudar a una de las hijas de Bernard, el dueño del castillo. Tras una transfusión de sangre para salvar a la joven, un debilitado Allan empieza a sufrir alucinaciones, viéndose a sí mismo siendo enterrado vivo. Recuperado, descubre que todo es debido a la presencia en la aldea de una vieja bruja vampírica, a la cual le es clavada una estaca en el pecho cuando duerme en su tumba del cementerio.

## Reparto
- Nicolas de Gunzburg - Allan Gray
- Maurice Schutz - Bernard
- Rena Mandel - Giséle
- Sybille Schmitz - Léone
- Jan Hieronimko - Dr. Marc
- Henriette Gerard - Margarite Chopin
- Albert Bras - El criado
- N. Babanini - Su mujer
- Jane Mora - La enfermera
- Georges Boidin - El cojo